# Aprusia
Genre
Aprusia est un genre d'araignées aranéomorphes de la famille des Oonopidae.

## Distribution
Les espèces de ce genre se rencontrent au Sri Lanka et en Inde.

## Liste des espèces
Selon World Spider Catalog (version 24, 24/07/2023) :
- Aprusia kataragama Grismado & Deeleman, 2011
- Aprusia kerala Grismado & Deeleman, 2011
- Aprusia koslandensis Ranasinghe & Benjamin, 2018
- Aprusia rawanaellensis Ranasinghe & Benjamin, 2018
- Aprusia rothorum Grismado, 2023
- Aprusia strenuus Simon, 1893
- Aprusia vankhedei Ranasinghe & Benjamin, 2018
- Aprusia veddah Grismado & Deeleman, 2011
- Aprusia vestigator (Simon, 1893)

## Systématique et taxinomie
Ce genre a été décrit par Simon en 1893 dans les Oonopidae.

## Publication originale
- Simon, 1893 : Histoire naturelle des araignées. Paris, vol. 1, p. 257-488 (texte intégral).